# 台灣資料科學年會
台灣資料科學年會（英語：Data Science in Taiwan Conference，舊稱台灣資料科學愛好者年會），是台灣資料科學協會與中華民國計算語言學學會在2014年開始舉辦的活動，目的是為了推廣資料科學與其技術應用之交流。第一屆年會於2014年8月30日在中央研究院人文社會科學館國際會議廳舉辦。
因台灣資料科學協會於2018年初籌辦台灣人工智慧學校，當年度年會暫停舉辦一次。

## 歷屆舉辦活動
| 年度 | 活動日期                | 活動官網                                          | 備註                       |
| ---- | ----------------------- | ------------------------------------------------- | -------------------------- |
| 2014 | 2014年8月30日~8月31日   | 台灣資料科學愛好者年會2014 （页面存档备份，存于） |                            |
| 2015 | 2015年8月20日~8月23日   | 台灣資料科學愛好者年會2015 （页面存档备份，存于） |                            |
| 2016 | 2016年7月14日~7月17日   | 台灣資料科學愛好者年會2016 （页面存档备份，存于） |                            |
| 2017 | 2017年11月11日~11月12日 | 台灣資料科學年會2017 （页面存档备份，存于）       | 與台灣人工智慧年會一同舉辦 |

## 台灣人工智慧學校
台灣人工智慧學校位於中央研究院，由中華民國經濟部、臺灣資料科學協會、科技生態發展公益基金會籌備處主辦，委託人工智慧科技基金會自2018年開始執行。校長為現任中央研究院院士孔祥重，執行長為陳昇瑋。

### 舉辦地點
目前以每十六週為一期的形式，於台灣各地進行。
| 類別     | 地點         | 開設時間      | 備註 |
| -------- | ------------ | ------------- | ---- |
| 臺北總校 | 中央研究院   | 2018年1月27日 |      |
| 新竹分校 | 新竹科學園區 | 2018年7月21日 |      |
| 臺中分校 | 東海大學     | 2018年8月18日 |      |
| 南部分校 | 中山大學     | 2019年3月     |      |

### 開設班別
技術領袖培訓班
以訓練有人工智慧技術思維與實戰經驗的技術領袖人才為目標。以為期十六週的時間，每週三天的全天班形式進行密集培訓。
經理人週末研修班
以培養經理人對人工智慧技術和相關的應用的宏觀為目標。以為期十六週的時間，每週六的全天班形式進行研修。